# Milton Friedman
Milton Friedman, ameriški ekonomist, * 31. julij 1912, Brooklyn, New York, ZDA, † 16. november 2006, San Francisco, Kalifornija, ZDA.
Milton Friedman je bil raziskovalec in zagovornik liberalnega kapitalizma ter čim manjše vloge države v gospodarstvu. Leta 1976 je dobil Nobelovo nagrado za ekonomijo.

## Pomembnejša dela
- Kapitalizem in svoboda (Capitalism and Freedom), 1962
- Free to Choose: A personal statement (skupaj z Rose Friedman), 1980